# Chasmocranus surinamensis
Chasmocranus surinamensis är en fiskart som först beskrevs av Pieter Bleeker 1862.  Chasmocranus surinamensis ingår i släktet Chasmocranus och familjen Heptapteridae. Inga underarter finns listade i Catalogue of Life.